# Heterocheirodon jacuiensis
Heterocheirodon jacuiensis är en fiskart som beskrevs av Luiz R. Malabarba och Bertaco, 1999. Heterocheirodon jacuiensis ingår i släktet Heterocheirodon och familjen Characidae. Inga underarter finns listade i Catalogue of Life.